# Carrer Cavallers (Sant Pere Pescador)
El Carrer Cavallers és un carrer situat al municipi de Sant Pere Pescador (Alt Empordà), que té diversos edificis que formen part de l'Inventari del Patrimoni Arquitectònic de Catalunya. És un carrer situat dins del nucli urbà de la població de Sant Pere Pescador, a poca distància al sud-est de l'antic nucli fortificat.

## Recó de Sant Pere
L'edifici del número 1 del carrer Cavallers és un edifici entre mitgeres de planta rectangular, format per diversos cossos adossats. L'habitatge principal està format per dos cossos rectangulars, amb les cobertes a un i dos vessants i distribuïts en planta baixa i pis. Al bell mig de les dues construccions, amb una planta més d'alçada, hi ha un petit cos de planta quadrada, amb coberta a quatre aigües. Presenta una terrassa adossada a la façana oest de l'edifici i, a continuació, un edifici rectangular amb coberta a dues aigües, probablement destinat a garatge. La façana principal presenta dos tipus de parament. La planta baixa està bastida amb pedra de diverses mides lligada amb morter, amb les cantonades decorades amb carreus gravats. En el límit dels dos nivells hi ha una teulada correguda a un sol vessant.
Al pis hi ha un placat de carreus de pedra restituït. La porta d'accés és rectangular,amb l'emmarcament motllurat. Al costat, la porta del garatge, amb els brancals bastits amb carreus i la llinda plana damunt impostes. Al pis, hi ha dues finestres rectangulars, una d'elles emmarcada per dues columnes helicoidals i amb la llinda plana decorada. A l'altre extrem de la façana hi ha una finestra bastida amb quatre carreus de pedra, i decorada amb dos caps de lleons esculpits i una mènsula, sota l'ampit.

## Casa al número 5
L'edifici del número 5 del carrer Cavallers és un edifici entre mitgeres de planta rectangular, amb pati a la part posterior i distribuït en planta baixa i pis. La coberta és a dues vessants de teula, a la part posterior i amb terrat a la part davantera. La façana principal presenta un gran portal d'accés rectangular, amb els brancals bastits amb carreus i la llinda plana de pedra. Al costat hi ha una finestra amb l'ampit sobresortit i la llinda plana amb la data 1793 gravada, damunt les impostes de l'obertura.
Al pis hi ha dues finestres rectangulars amb els ampits motllurats, amb la llinda gravada amb el mateix any que l'anterior, tot i que girada cap per avall. Al mig hi ha una petita imatge de sant Pere damunt d'un podi i, sota seu, una placa commemorativa de la gran restauració a la fou sotmesa: "1971 · CONSTRUCTOR · PELAYO · CRUSET". A la part superior de la façana hi ha diversos rostres de pedra encastats al parament i dos forats de ventilació de la coberta de l'edifici.

## Número 10
L'edifici del número 10 del carrer Cavallers és un edifici de planta irregular, format per dues crugies perpendiculars a façana principal. Presenta la coberta de dues vessants de teula i està distribuït en planta baixa, pis i altell. La façana principal té, a la planta baixa, el portal rectangular d'accés a l'interior, amb els brancals bastits amb carreus de pedra ben desbastats i la llinda plana de grans dimensions, amb un petit escut esculpit al mig. Al costat, una finestra rectangular emmarcada amb pedra, amb l'ampit sobresortit i guardapols a la part superior.
Presenta una inscripció gravada a la zona de la llinda, de difícil lectura, on apareix la data 1561. Al pis hi ha dues finestres rectangulars també emmarcades amb pedra. Al mig de les dues hi ha una petita fornícula encastada al parament, amb la imatge de sant Pere. Sota seu hi ha una placa commemorativa d'una de les restauracions de les que va ser objecte: "1965·CONSTRUCTOR·PELAYO·CRUSET". A l'interior, la casa presenta sostres coberts amb voltes de canó bastides amb maons disposats planerament. Les últimes obres de rehabilitació de l'edifici van treure el revestiment de la façana, deixant vist el parament original. Aquest es troba bastit amb còdols i pedres de mida mitjana, lligats amb morter. A la part inferior del parament hi ha un sòcol bastit amb grans carreus de pedra ben escairats.

### Història
En el nucli antic de Sant Pere Pescador hi ha algunes cases dels segles XVI, XVII i XVIII amb interessants elements arquitectònics..Amb l'acabament de les guerres remences la vila de Sant Pere Pescador s'expandí més enllà del nucli fortificat al centre on hi havia l'església i la casa Caramany, sobretot vers migdia on es formà un extens barri entre la muralla i el riu. L'habitatge està ubicat al carrer Cavallers del que ja tenim notícies a partir del segle XVI-XVII. La construcció, segons ens indica la llinda de la finestra és de 1561, per tant una construcció del segle xvi amb reformes posteriors. Segons ens indica la placa commemorativa de la façana, la casa fou reformada el 1965 per en Pelayo Cruset.

## Casa al número 14
L'edifici del número 14 del carrer Cavallers és un edifici entre mitgeres de planta rectangular, format per tres cossos adossats amb les cobertes de dues vessants, amb un pati a la part posterior. Està distribuït en planta baixa i pis. La façana principal presenta, a l'extrem de llevant, un gran portal d'accés a l'interior, amb els brancals bastits amb carreus de pedra ben desbastats i la llinda plana sostinguda per impostes. Està decorada amb un petit escut central, força degradat. Al pis, damunt la porta, hi ha una finestra d'arc conopial emmarcada amb carreus de pedra, amb l'ampit motllurat i espitllera inferior bastida amb tres carreus.
Al costat de ponent, dues finestres més d'arc conopial, una d'elles decorada amb una roseta central i l'altra amb espitllera inferior. El parament és de pedra de diverses mides i còdols, lligat amb morter de calç. S'observen diverses refeccions bastides amb maons. Destaca el basament atalussat de tota la façana, la qual conserva restes de l'últim revestiment arrebossat.